# Forstrarchaea
Forstrarchaea is een spinnengeslacht uit de familie Pararchaeidae.

## Soorten
Het geslacht omvat slechts 1 soort:
- Forstrarchaea rubra (Forster, 1949)